# 本田アユム
本田 アユム（ほんだ アユム、1988年10月26日 - ）は、日本の男性プロレスラー。群馬県藤岡市出身。2AW所属。血液型A型。

## 経歴
2011年5月上旬、12期生として入門。
2012年4月8日、後楽園ホールでのvsHIROKI&ヤス・ウラノ戦（パートナーは関根龍一）にてデビュー。岩虎タケト以来長らく新人に恵まれなかったKAIENTAI DOJOで、1年間の練習生期間を経てようやくデビューした新人レスラー。数年ぶりの新人デビューに加え、KAIENTAI DOJOでは初の後楽園ホールデビューだったため期待が寄せられた為、TAKAみちのくは「あくまでも普通の新人」とデビュー前のUSTやブログで度々語っていた。
2012年4月28日から5月6日にかけて行われたK-METAL LEAGUEにエントリー。戦績は2勝3敗で初参加3位という結果に終わった。シングル初勝利はvs遠藤哲哉。
2013年もK-METAL LEAGUEにエントリー。戦績は2勝2敗　また高松大会終了後、琉球ドラゴンプロレスリングに武者修行をすることが決定。
2013年にデビューした3代目マリーンズマスクの正体と噂されている。ただし、本田アユム名義でも試合をしている。
2014年9月には梶トマト率いるSFUに加盟。
2015年より新日本プロレスの矢野通の経営する店「エーブリエータス」でスタッフとしても働いている。
2015年8月10日、旭志織と組みプロレスリングNOAHにて行われたSEMに出場、NOAHへ初参戦し、拳王&大原はじめ組と対戦する。
2016年1月10日より本田アユム”極”5番勝負を行う。
11月6日、旭志織の持つUWA世界ミドル級王座に梶トマトとの3WAYで挑戦し勝利。試合後SFUを離脱し凶月に加入。

## 得意技
腕ひしぎ逆十字固め

## タイトル歴
- UWA世界ミドル級王座
- 千葉6人タッグ王座

## 本田アユム"極"5番勝負
本田の成長、所属しているユニット「SFU」のために2016年から行われた。
- 第1戦 : 田村和宏
- 第2戦 : 那須晃太郎
- 第3戦 : 佐藤光留
- 第4戦 : 青木篤志
- 第5戦 : TAKAみちのく

## エピソード
- 練習生の頃に膝を負傷して練習できない時期があった。さらに同期も辞めていきたった1人となっても最後まで諦めずデビューまで辿り着いた経緯がある。
- おとなしそうな顏をしているが非常に負けず嫌いで図太い性格。
- KAIENTAI DOJOに入団する前はプロレスリング・ノアのファンで、2015年8月にノアのプロレスリング・セムに初参戦した際にはガチガチに緊張していたと、その試合のパートナーである旭志織がブログで書いている。
- 大食漢である。4月8日の後楽園ホール大会で発売された10周年記念パンフレットで、あまりの食べっぷりにTAKAみちのくがストップさせたという逸話が記載されている。一部では関根龍一以上に食べるという噂もある。
- 柔道は黒帯三段の腕前。
- 栄養士の資格を持っているが料理はあまり出来ない。